# Naša mala klinika
Naša mala klinika je humoristična nanizanka, ki jo je med letoma 2004 in 2007 predvajal televizijski program POP TV. Nastajala je v produkciji POP TV, v ponedeljkovem večernem terminu (20.00), scenarije so pisali Marko Pokorn, Rok Vilčnik ter Branko Đurić - Đuro, slednji jo je tudi režiral. Pri režiji in scenariju je od 3. sezone naprej pomagal tudi Vinci Vogue Anžlovar, ki se je podpisoval pod psevdonimom DWA.. Po slovenskem originalu so posneli tudi hrvaško verzijo s 4. sezonami: (1-2 sezona (SLO) = 1.sezona (HRV), 3-4. sezona (SLO) = 2. sezona (HRV), 5-6. sezona (SLO) = 3. sezona (HRV) in 7. sezona (SLO) = 4. sezona (HRV)) in srbsko verzijo, ki so jo po 3 sezonah in 75 delih prenehali predvajati. 
Nadaljevanka je bila najbolj priljubljena in gledana humoristična oddaja televizije POP TV. Uspešna je bila tudi na Hrvaškem. Doživela je ogromno ponovitev v slovenski in hrvaški verziji.

## Opis
Zgodba se dogaja v povprečni slovenski kliniki, ki ima skupaj 12 uslužbencev (8 jih igra čez celo nadaljevanko), poslovno direktorico, ki se vedno trudi čim več privarčevati, stalnega pacienta Srečka Debevca, ki si izmišljuje razne bolezni, samo zato, ker mu je v kliniki zelo prijetno in ima rad Sestro Franjo ter vratarja Vesa Lolo Ribarja, ki vedno s kmečko logiko razreši vse težave. Naša mala klinika je kot vsaka klinika, ki ima prostore: vratarnico, sejno sobo, operacijski blok, čakalnico, ambulanto in bolniško sobo. V 5. sezoni poslovna direktorica odpre nov prostor; kantino, ki je odprta do konca predvajanja.

## Igralci
| Igralec               | Vloga                                                          | Poklic                                    | Čas igranja (sezone) | Odigranih delov |
| --------------------- | -------------------------------------------------------------- | ----------------------------------------- | -------------------- | --------------- |
| Bojan Emeršič         | Jože "Joško" Jarc, dr. med., spec. spl. krg.                   | kirurg                                    | 1-7                  | 112             |
| Janez Hočevar - Rifle | primarij prof. dr. Leopold Krota, dr. med., spec. anesteziolog | predstojnik klinike, primarij, anestezist | 1-7                  | 103             |
| Rado Mulej            | Mile Car                                                       | reševalec                                 | 1-7                  | 95              |
| Lučka Počkaj          | Lili-Lizelote Muha, dr. med., spec. dermatolog                 | dermatologinja                            | 1-3                  | 23              |
| Tanja Ribič           | Magda Velepič, MBA                                             | poslovna direktorica                      | 1-7                  | 102             |
| Janez Škof            | doc. dr. Franci Ščinkovec, dr. med., spec. internist           | internist                                 | 1-3                  | 32              |
| Jernej Šugman         | Veso Lola Ribar                                                | vratar, varnostnik                        | 1-7                  | 112             |
| Alenka Tetičkovič     | Sestra Franja                                                  | medicinska sestra                         | 1-7                  | 99              |
| Dario Varga           | Srečko Debevc                                                  | bolnik                                    | 1-7                  | 111             |
| Jure Zrnec            | Igor Muc, dr. med. / kasneje specialist interne medicine       | sekundarij /spec. internist               | 1-7                  | 105             |
| Sebastian Cavazza     | izr. prof. dr. Boris Vrabec, dr. med., spec. internist         | internist                                 | 3-7                  | 71              |
| Maša Derganc          | Mila Sršen, dr. med., spec. dermatolog                         | dermatologinja (3-4), natakarica (6-7)    | 3-4 in 6-7           | 38              |
| Gojmir Lešnjak        | Cveto Vovk                                                     | fizioterapevt                             | 3-7                  | 73              |
| Jaša Jamnik           | prof. dr. Bogomir "Bogo" Moljka, dr. med., spec. psihiater     | psihiater                                 | 5-7                  | 45              |

## Epizode
| Sezona | Sezona | Epizode | Originalno predvajanje | Originalno predvajanje |
| Sezona | Sezona | Epizode | Začetek sezone         | Konec sezone           |
| ------ | ------ | ------- | ---------------------- | ---------------------- |
|        | 1      | 12      | 13. september 2004     | 29. november 2004      |
|        | 2      | 18      | 14. februar 2005       | 13. junij 2005         |
|        | 3      | 14      | 12. sep 2005           | 12. dec 2005           |
|        | 4      | 18      | 13. feb 2006           | 12. jun 2006           |
|        | 5      | 16      | 4. sep 2006            | 18. dec 2006           |
|        | 6      | 19      | 12. feb 2007           | 18. jun 2007           |
|        | 7      | 15      | 3. sep 2007            | 10. dec 2007           |

### Sezona 1
| Zap. # | Epizoda sezone | Naslov epizode         | Režija       | Scenarij                   | Premierno predvajanje |
| --- | -------------- | ---------------------- | ------------ | -------------------------- | --------------------- |
| 1. | 1              | "Japonski pacient"     | Branko Đurić | Marko Pokorn, Branko Đurić | 13. sep 2004          |
| Igrajo: Rado Mulej, Jernej Šugman, Jure Zrnec, Janez Hočevar - Rifle, Tanja Ribič, Janez Škof. Bojan Emeršič, Alenka Tetičkovič, Dario Varga Igrajo tudi: Yoshio Hasegawa kot G. Klizma, Nagisa Moritoki kot Mitsuko Kawasaki                                                                                     |                |                        |              |                            |                       |
| 2. | 2              | "Klinika za hemeroide" | Branko Đurić | Marko Pokorn, Branko Đurić | 20. sep 2004          |
| Igrajo: Rado Mulej, Jernej Šugman, Jure Zrnec, Janez Hočevar - Rifle, Tanja Ribič, Janez Škof, Bojan Emeršič, Alenka Tetičkovič, Dario Varga Igrajo tudi: Tarik Filipović kot Dr. Harald Smid, Anica Kumer kot Mama dr. Jarca                                                                                     |                |                        |              |                            |                       |
| 3. | 3              | "Volitve"              | Branko Đurić | Marko Pokorn, Branko Đurić | 27. sep 2004          |
| Igrajo: Rado Mulej, Jernej Šugman, Jure Zrnec, Janez Hočevar - Rifle, Tanja Ribič, Janez Škof. Bojan Emeršič, Alenka Tetičkovič, Dario Varga Igrajo tudi: Franc Markovčič kot Stane Gubanc, Marijana Brecelj kot Sibila Gubanc                                                                                    |                |                        |              |                            |                       |
| 4. | 4              | "Komisar Reks"         | Branko Đurić | Marko Pokorn, Branko Đurić | 4. okt 2004           |
| Igrajo: Jernej Šugman, Jure Zrnec, Janez Hočevar - Rifle, Tanja Ribič, Janez Škof. Bojan Emeršič, Alenka Tetičkovič, Dario Varga Igrajo tudi: Sabina Kogovšek kot Katja Kolenc |                |                        |              |                            |                       |
| 5. | 5              | "Body shop"            | Branko Đurić | Marko Pokorn, Branko Đurić | 11. okt 2004          |
| Igrajo: Rado Mulej, Jernej Šugman, Jure Zrnec, Janez Hočevar - Rifle, Tanja Ribič, Janez Škof. Bojan Emeršič, Alenka Tetičkovič, Dario Varga Igrajo tudi: Jožica Avbelj kot Barica Velepič, Alenka Kozolec kot Sestra Velepipčeve, Mark Stražišar kot Viki (Nečak Velepičeve)                                     |                |                        |              |                            |                       |
| 6. | 6              | "Naš dojenček"         | Branko Đurić | Marko Pokorn, Branko Đurić | 18. okt 2004          |
| Igrajo: Rado Mulej, Jernej Šugman, Jure Zrnec, Janez Hočevar - Rifle, Tanja Ribič, Janez Škof, Bojan Emeršič, Alenka Tetičkovič, Dario Varga Igrajo tudi: Stanislava Bonisegna kot Ga. Kolenc (mama Katje Kolenc), Sabina Kogovšek kot Katja Kolenc, Mojca Čeak kot Mama in Žan Ninič Čeak kot sin Buda - Budimir |                |                        |              |                            |                       |
| 7. | 7              | "Ekshibicionist"       | Branko Đurić | Marko Pokorn, Branko Đurić | 25. okt 2004          |
| Igrajo: Rado Mulej, Jernej Šugman, Jure Zrnec, Janez Hočevar - Rifle, Tanja Ribič, Janez Škof. Bojan Emeršič, Alenka Tetičkovič, Dario Varga |                |                        |              |                            |                       |
| 8. | 8              | "Dan odprtih vrat"     | Branko Đurić | Marko Pokorn, Branko Đurić | 1. nov 2004           |
| Igrajo: Rado Mulej, Jernej Šugman, Jure Zrnec, Janez Hočevar - Rifle, Tanja Ribič, Janez Škof. Bojan Emeršič, Alenka Tetičkovič, Dario Varga Igrajo tudi: Evgen Car kot Minister za zdravje Božo Bržun, Maja Boh-Hočevar kot Ga. Bržun, Jos Zalokar kot Pacjent, Špela Palčič kot kupovalka pohištva              |                |                        |              |                            |                       |
| 9. | 9              | "Muha iz Španije"      | Branko Đurić | Marko Pokorn, Branko Đurić | 8. nov 2004           |
| Igrajo: Rado Mulej, Jernej Šugman, Jure Zrnec, Janez Hočevar - Rifle, Tanja Ribič, Janez Škof, Lučka Počkaj, Bojan Emeršič, Alenka Tetičkovič, Dario Varga Igrajo tudi: Sebastian Nered kot G. jager |                |                        |              |                            |                       |
| 10. | 10             | "Gobe"                 | Branko Đurić | Marko Pokorn, Branko Đurić | 15. nov 2004          |
| Igrajo: Rado Mulej, Jernej Šugman, Jure Zrnec, Janez Hočevar - Rifle, Tanja Ribič, Janez Škof, Lučka Počkaj, Bojan Emeršič, Alenka Tetičkovič, Dario Varga Igrajo tudi: Radko Polič kot Dr. Dakl, Majda Grbac kot Majda Težak                                                                                     |                |                        |              |                            |                       |
| 11. | 11             | "Moške težave"         | Branko Đurić | Marko Pokorn, Branko Đurić | 22. nov 2004          |
| Igrajo: Jernej Šugman, Jure Zrnec, Janez Hočevar - Rifle, Tanja Ribič, Janez Škof, Lučka Počkaj, Bojan Emeršič, Alenka Tetičkovič, Dario Varga Igrajo tudi: Karin Komljanec kot Liza Ljubič, Peter Musevski kot G. Kajzar                                                                                         |                |                        |              |                            |                       |
| 12. | 12             | "Kdo?"                 | Branko Đurić | Marko Pokorn, Branko Đurić | 29. nov 2004          |
| Igrajo: Rado Mulej, Jernej Šugman, Jure Zrnec, Janez Hočevar - Rifle, Tanja Ribič, Janez Škof, Lučka Počkaj, Bojan Emeršič, Alenka Tetičkovič, Dario Varga |                |                        |              |                            |                       |

### Sezona 2
| Zap. # | Epizoda sezone | Naslov epizode                   | Režija       | Scenarij                                                  | Premierno predvajanje |
| --- | -------------- | -------------------------------- | ------------ | --------------------------------------------------------- | --------------------- |
| 13. | 1              | "Križi in druge težave"          | Branko Đurić | Marko Pokorn, Branko Đurić                                | 14. feb 2005          |
| Igrajo: Rado Mulej, Jernej Šugman, Jure Zrnec, Janez Hočevar - Rifle, Tanja Ribič, Janez Škof, Lučka Počkaj, Bojan Emeršič, Alenka Tetičkovič, Dario Varga Igra tudi: Viktor Ljubutin - Dr. Sergej Valentinov |                |                                  |              |                                                           |                       |
| 14. | 2              | "Gospod medved"                  | Branko Đurić | Marko Pokorn, Branko Đurić                                | 21. feb 2005          |
| Igrajo: Rado Mulej, Jernej Šugman, Jure Zrnec, Janez Hočevar - Rifle, Tanja Ribič, Janez Škof, Lučka Počkaj, Bojan Emeršič, Alenka Tetičkovič, Dario Varga Igrajo tudi: Jette Ostan Vejrup kot dr. Frida Anderson, Boris Ostan kot Bojan Medved; Tolmač, Jonas Žnidaršič kot Ferdo Perdec, Sabina Kogovšek kot Katja Kolenc |                |                                  |              |                                                           |                       |
| 15. | 3              | "Al si ti, al nisi moja punca"   | Branko Đurić | Marko Pokorn, Branko Đurić                                | 28. feb 2005          |
| Igrajo: Jernej Šugman, Jure Zrnec, Janez Hočevar - Rifle, Tanja Ribič, Lučka Počkaj, Bojan Emeršič, Dario Varga Igrajo tudi: Jette Ostan Vejrup kot dr. Frida Anderson, Boris Ostan kot Bojan Medved; Tolmač aka Hilda Kos, Sabina Kogovšek kot Katja Kolenc                                                                |                |                                  |              |                                                           |                       |
| 16. | 4              | "Franci se vrača"                | Branko Đurić | Marko Pokorn, Branko Đurić                                | 7. mar 2005           |
| Igrajo: Rado Mulej, Jernej Šugman, Jure Zrnec, Janez Hočevar - Rifle, Tanja Ribič, Janez Škof, Lučka Počkaj, Bojan Emeršič, Alenka Tetičkovič, Dario Varga Igra tudi: Sandi Pavlin kot Rudi; stric dr. Jarca |                |                                  |              |                                                           |                       |
| 17. | 5              | "Čarovnik in druge zgodbe"       | Branko Đurić | Marko Pokorn, Branko Đurić                                | 14. mar 2005          |
| Igrajo: Rado Mulej, Jernej Šugman, Jure Zrnec, Janez Hočevar - Rifle, Tanja Ribič, Janez Škof, Lučka Počkaj, Bojan Emeršič, Alenka Tetičkovič, Dario Varga Igra tudi: Janko Kramberger - Čarovnik |                |                                  |              |                                                           |                       |
| 18. | 6              | "Bomba"                          | Branko Đurić | Marko Pokorn, Branko Đurić                                | 21. mar 2005          |
| Igrajo: Rado Mulej, Jernej Šugman, Jure Zrnec, Janez Hočevar - Rifle, Tanja Ribič, Janez Škof, Lučka Počkaj, Bojan Emeršič, Alenka Tetičkovič, Dario Varga |                |                                  |              |                                                           |                       |
| 19. | 7              | "Finančni inšpektor"             | Branko Đurić | Marko Pokorn, Branko Đurić                                | 28. mar 2005          |
| Igrajo: Rado Mulej, Jernej Šugman, Jure Zrnec, Janez Hočevar - Rifle, Janez Škof, Lučka Počkaj, Bojan Emeršič, Alenka Tetičkovič, Dario Varga Igra tudi Gojmir Lešnjak kot Duško Drago Valentinčič; Finančni inšpektor |                |                                  |              |                                                           |                       |
| 20. | 8              | "Dajmo, očka"                    | Branko Đurić | Marko Pokorn, Branko Đurić                                | 4. apr 2005           |
| Igrajo: Rado Mulej, Jernej Šugman, Jure Zrnec, Janez Hočevar - Rifle, Tanja Ribič, Janez Škof, Lučka Počkaj, Bojan Emeršič, Alenka Tetičkovič, Dario Varga |                |                                  |              |                                                           |                       |
| 21. | 9              | "Vesova svatba"                  | Branko Đurić | Marko Pokorn, Branko Đurić                                | 11. apr 2005          |
| Igrajo: Rado Mulej, Jernej Šugman, Jure Zrnec, Janez Hočevar - Rifle, Tanja Ribič, Janez Škof, Lučka Počkaj, Bojan Emeršič, Alenka Tetičkovič, Dario Varga Igra tudi: Jonas Žnidaršič kot Ferdo Perdec |                |                                  |              |                                                           |                       |
| 22. | 10             | "Novi varnostnik"                | Branko Đurić | Marko Pokorn, Branko Đurić                                | 18. apr 2005          |
| Igrajo: Rado Mulej, Jernej Šugman, Jure Zrnec, Janez Hočevar - Rifle, Tanja Ribič, Janez Škof, Lučka Počkaj, Bojan Emeršič, Alenka Tetičkovič, Dario Varga Igrajo tudi: Lotos Vincenc Šparovec kot Joni Zver, Gorazd Žilavec kot Samo Horvat (ropar), Gregor Čušin kot Zvone Hvala (ropar)                                  |                |                                  |              |                                                           |                       |
| 23. | 11             | "Naša mala alternativna klinika" | Branko Đurić | Miroslav Mandić                                           | 25. apr 2005          |
| Igrajo: Rado Mulej, Jernej Šugman, Jure Zrnec, Janez Hočevar - Rifle, Tanja Ribič, Janez Škof, Lučka Počkaj, Bojan Emeršič, Alenka Tetičkovič, Dario Varga Igra tudi: Džana Pinjo kot Suada |                |                                  |              |                                                           |                       |
| 24. | 12             | "Kozmo"                          | Branko Đurić | Marko Pokorn, Branko Đurić (pisec dialogov: Andrej Novak) | 2. maj 2005           |
| Igrajo: Rado Mulej, Jernej Šugman, Jure Zrnec, Janez Hočevar - Rifle, Tanja Ribič, Janez Škof, Lučka Počkaj, Bojan Emeršič, Alenka Tetičkovič, Dario Varga Igrajo tudi Primož Ekart kot g. Jeglič, Iva Babić kot ga. Jeglič, Igor Štamulak kot Česen                                                                        |                |                                  |              |                                                           |                       |
| 25. | 13             | "Sedmica"                        | Branko Đurić | Marko Pokorn, Branko Đurić                                | 9. maj 2005           |
| Igrajo: Rado Mulej, Jernej Šugman, Jure Zrnec, Janez Hočevar - Rifle, Tanja Ribič, Janez Škof, Lučka Počkaj, Bojan Emeršič, Alenka Tetičkovič, Dario Varga Igra tudi Boštjan Gombač kot G. Globokar |                |                                  |              |                                                           |                       |
| 26. | 14             | "SARS"                           | Branko Đurić | Marko Pokorn, Branko Đurić                                | 16. maj 2005          |
| Igrajo: Rado Mulej, Jernej Šugman, Jure Zrnec, Janez Hočevar - Rifle, Tanja Ribič, Janez Škof, Bojan Emeršič, Alenka Tetičkovič, Dario Varga Igrata tudi: Aljoša Ternovšek kot Božo Mars, Iva Kranjc kot ga. Mars |                |                                  |              |                                                           |                       |
| 27. | 15             | "Kdor prdi, zlo ne misli"        | Branko Đurić | Marko Pokorn, Branko Đurić                                | 23. maj 2005          |
| Igrajo: Rado Mulej, Jernej Šugman, Jure Zrnec, Janez Hočevar - Rifle, Tanja Ribič, Janez Škof, Lučka Počkaj, Bojan Emeršič, Alenka Tetičkovič, Dario Varga Igrata tudi: Yoshio Hasegwa kot G. Klizma, Nagasia Morioki kot Micko Kawasaki                                                                                    |                |                                  |              |                                                           |                       |
| 28. | 16             | "Moj mucek"                      | Branko Đurić | Marko Pokorn, Branko Đurić                                | 30. maj 2005          |
| Igrajo: Rado Mulej, Jernej Šugman, Jure Zrnec, Janez Hočevar - Rifle, Janez Škof, Bojan Emeršič, Alenka Tetičkovič, Dario Varga Igra tudi Marinka Štern kot ga. Diamante |                |                                  |              |                                                           |                       |
| 29. | 17             | "Naša mala porodnišnica"         | Branko Đurić | Marko Pokorn, Branko Đurić                                | 6. jun 2005           |
| Igrajo: Rado Mulej, Jernej Šugman, Jure Zrnec, Janez Hočevar - Rifle, Tanja Ribič, Janez Škof, Lučka Počkaj, Bojan Emeršič, Alenka Tetičkovič, Dario Varga Igrata tudi: Igra tudi: Jonas Žnidaršič kot Ferdo Perdec, Milan Štefe kot Duhovnik                                                                               |                |                                  |              |                                                           |                       |
| 30. | 18             | "Naša mala klinika, dok. oddaja" | Branko Đurić | Marko Pokorn, Branko Đurić                                | 13. jun 2005          |
| Igrajo: Rado Mulej, Jernej Šugman, Jure Zrnec, Janez Hočevar - Rifle, Tanja Ribič, Janez Škof, Lučka Počkaj, Bojan Emeršič, Alenka Tetičkovič, Dario Varga |                |                                  |              |                                                           |                       |

### Sezona 3
| Zap. # | Epizoda sezone | Naslov epizode        | Režija | Scenarij                        | Premierno predvajanje |
| --- | -------------- | --------------------- | ------ | ------------------------------- | --------------------- |
| 31. | 1              | "Vrnitev odpisanega " | DWA    | Marko Pokorn, Branko Đurić      | 12. sep 2005          |
| Igrajo: Rado Mulej, Jernej Šugman, Jure Zrnec, Janez Hočevar - Rifle, Tanja Ribič, Janez Škof, Lučka Počkaj, Bojan Emeršič, Alenka Tetičkovič, Dario Varga Igra tudi: Nina Ivanič kot Sestra Vera |                |                       |        |                                 |                       |
| 32. | 2              | "Sindrom terminator"  | DWA    | Marko Pokorn, Branko Đurić      | 19. sep 2005          |
| Igrajo: Jernej Šugman, Jure Zrnec, Janez Hočevar - Rifle, Janez Škof, Lučka Počkaj, Bojan Emeršič, Alenka Tetičkovič, Dario Varga Igra tudi: Sabina Kogovšek kot Katja Kolenc |                |                       |        |                                 |                       |
| 33. | 3              | "Brkati ser"          | DWA    | Marko Pokorn, Branko Đurić      | 26. sep 2005          |
| Igrajo: Rado Mulej, Jernej Šugman, Jure Zrnec, Gojmir Lešnjak, Janez Škof, Lučka Počkaj, Bojan Emeršič, Alenka Tetičkovič, Dario Varga Igrajo tudi: Anica Kumer kot Jarčeva mama, Barbara Levstik kot Greta, Vida Gostenčnik kot Barbara |                |                       |        |                                 |                       |
| 34. | 4              | "Rogonosec"           | DWA    | Marko Pokorn, Branko Đurić      | 3. okt 2005           |
| Igrajo: Jernej Šugman, Jure Zrnec, Janez Hočevar - Rifle, Tanja Ribič, Gojmir Lešnjak, Bojan Emeršič, Alenka Tetičkovič, Dario Varga Igrajo tudi: Anica Kumer kot Jarčeva mama, Sabina Kogovšek kot Katja Kolenc, Davor Gobac kot Jarčev Stric                                                                                                 |                |                       |        |                                 |                       |
| 35. | 5              | "Torta"               | DWA    | Marko Pokorn, Branko Đurić, DWA | 10. okt 2005          |
| Igrajo: Rado Mulej, Jernej Šugman, Jure Zrnec, Janez Hočevar - Rifle, Tanja Ribič, Gojmir Lešnjak, Bojan Emeršič, Alenka Tetičkovič, Dario Varga Igrajo tudi: Vladimir Vlaškalič kot Nosonja, Tom Ban kot Nogovoz, Rebeka Kosmač kot plesalka iz torte, Grega Cimermančič, Slobodan Maksimović, Klemen Mouhler kot prijatelji pacienta Nosonje |                |                       |        |                                 |                       |
| 36. | 6              | "Turnir snažilk"      | DWA    | Marko Pokorn, Branko Đurić, DWA | 17. okt 2005          |
| Igrajo: Jernej Šugman, Jure Zrnec, Janez Hočevar - Rifle, Tanja Ribič, Gojmir Lešnjak, Bojan Emeršič, Alenka Tetičkovič, Dario Varga Igrajo tudi: Enis Bešlagić kot Šemsudin Dino Poplava-Šemso, Jure Godler kot živčni pacient, Tjaša Gross, Pastora Medero Lamohot, Asja Kahrimanović kot čistilke                                           |                |                       |        |                                 |                       |
| 37. | 7              | "Preobrazba"          | DWA    | Marko Pokorn                    | 24. okt 2005          |
| Igrajo: Rado Mulej, Jernej Šugman, Jure Zrnec, Janez Hočevar - Rifle, Tanja Ribič, Gojmir Lešnjak, Sebastian Cavazza, Maša Derganc, Bojan Emeršič, Alenka Tetičkovič, Dario Varga Igrajo tudi Nina Valič kot g. Zdenka (Pacientka dr. Jarca), Janez Habič kot Kamrmam, Neva Flajs kot voditeljica Suza                                         |                |                       |        |                                 |                       |
| 38. | 8              | "Oktoberfest"         | DWA    | Marko Pokorn                    | 31. okt 2005          |
| Igrajo: Rado Mulej, Jernej Šugman, Jure Zrnec, Janez Hočevar - Rifle, Tanja Ribič, Gojmir Lešnjak, Sebastian Cavazza, Maša Derganc, Bojan Emeršič, Alenka Tetičkovič, Dario Varga Igra tudi Pia Zemljič kot mg. Miša Maligan |                |                       |        |                                 |                       |
| 39. | 9              | " Sestrina sestra"    | DWA    | Branko Đurić                    | 7. nov 2005           |
| Igrajo: Rado Mulej, Jernej Šugman, Janez Hočevar - Rifle, Gojmir Lešnjak, Sebastian Cavazza, Maša Derganc, Bojan Emeršič, Alenka Tetičkovič, Dario Varga |                |                       |        |                                 |                       |
| 40. | 10             | "Zamenjava"           | DWA    | Branko Đurić                    | 14. nov 2005          |
| Igrajo: Rado Mulej, Jernej Šugman, Jure Zrnec, Tanja Ribič, Bojan Emeršič, Alenka Tetičkovič, Dario Varga Igrajo tudi Ana Ruter kot Vesova punca, Žan Čorokalo, Zala Đurić Ribič, Žiga Habas, Maryann Jularič, Hana Palčič, Jan Podlogar kot otroci zdravniki iz osnovne šole za zdravnike                                                     |                |                       |        |                                 |                       |
| 41. | 11             | "Dimnikar"            | DWA    | Marko Pokorn                    | 21. nov 2005          |
| Igrajo: Rado Mulej, Jernej Šugman, Jure Zrnec, Janez Hočevar - Rifle, Tanja Ribič, Gojmir Lešnjak, Sebastian Cavazza, Maša Derganc, Bojan Emeršič, Alenka Tetičkovič, Dario Varga Igra tudi Tarek Rashid kot dimnikar |                |                       |        |                                 |                       |
| 42. | 12             | "Wellness"            | DWA    | Marko Pokorn                    | 28. nov 2005          |
| Igrajo: Rado Mulej, Jernej Šugman, Jure Zrnec, Janez Hočevar - Rifle, Tanja Ribič, Gojmir Lešnjak, Sebastian Cavazza, Maša Derganc, Bojan Emeršič, Alenka Tetičkovič, Dario Varga |                |                       |        |                                 |                       |
| 43. | 13             | " Bratranec od gor"   | DWA    | Marko Pokorn                    | 5. dec 2005           |
| Igrajo: Jernej Šugman, Jure Zrnec, Janez Hočevar - Rifle, Tanja Ribič, Gojmir Lešnjak, Sebastian Cavazza, Bojan Emeršič, Alenka Tetičkovič, Dario Varga Igrata tudi Željko Hrs kot pacient kronične utrujenosti, Aljoz Svete kot Bratranec od Velepičeve                                                                                       |                |                       |        |                                 |                       |
| 44. | 14             | " Dedek Mraz"         | DWA    | Marko Pokorn                    | 12. dec 2005          |
| Igrajo: Rado Mulej, Jernej Šugman, Jure Zrnec, Janez Hočevar - Rifle, Tanja Ribič, Gojmir Lešnjak, Sebastian Cavazza, Maša Derganc, Bojan Emeršič, Alenka Tetičkovič, Dario Varga Igrajo tudi Žiga Pokorn, Ivan Pokorn kot Žiga in Ivan (Muceva nečaka), Pavle Ravnohrib kot Dedek Mraz                                                        |                |                       |        |                                 |                       |

### Sezona 4
| Zap. # | Epizoda sezone | Naslov epizode                | Režija            | Scenarij         | Premierno predvajanje |
| --- | -------------- | ----------------------------- | ----------------- | ---------------- | --------------------- |
| 45. | 1              | "Vesoljci"                    | DWA               | Rok Vilčnik, DWA | 13. feb 2006          |
| Igrajo: Rado Mulej, Jernej Šugman, Jure Zrnec, Janez Hočevar - Rifle, Tanja Ribič, Gojmir Lešnjak, Sebastian Cavazza, Maša Derganc, Bojan Emeršič, Alenka Tetičkovič, Dario Varga Igrata tudi: Jaka Fon kot marsovec XQ, Mojca Arh kot marsovka ZX |                |                               |                   |                  |                       |
| 46. | 2              | "Pust ali ta veseli dan"      | Branko Đurić      | Rok Vilčnik      | 20. feb 2006          |
| Igrajo: Rado Mulej, Jernej Šugman, Jure Zrnec, Janez Hočevar - Rifle, Tanja Ribič, Gojmir Lešnjak, Sebastian Cavazza, Maša Derganc, Bojan Emeršič, Alenka Tetičkovič, Dario Varga Igrata tudi: Jernej Kuntner kot Kajtimar Vračun iz norišnice, Tanja Dimitrievska kot sekretarka z ministrstva za zdravje                                                |                |                               |                   |                  |                       |
| 47. | 3              | "Bolniku prijazna bolnišnica" | DWA               | Marko Pokorn     | 27. feb 2006          |
| Igrajo: Rado Mulej, Jernej Šugman, Jure Zrnec, Janez Hočevar - Rifle, Tanja Ribič, Gojmir Lešnjak, Sebastian Cavazza, Maša Derganc, Bojan Emeršič, Alenka Tetičkovič, Dario Varga Igra tudi: Alenka Cilenšek kot gospa z ministrstva za zdravje |                |                               |                   |                  |                       |
| 48. | 4              | "Papiga Piki"                 | DWA               | Rok Vilčnik      | 6. mar 2006           |
| Igrajo: Rado Mulej, Jernej Šugman, Jure Zrnec, Janez Hočevar - Rifle, Tanja Ribič, Gojmir Lešnjak, Sebastian Cavazza, Maša Derganc, Bojan Emeršič, Alenka Tetičkovič, Dario Varga Igra tudi: Nenad Tokalić kot Franjina prva ljubezen Miroslav |                |                               |                   |                  |                       |
| 49. | 5              | " Dobrodelna pomoč"           | DWA               | Rok Vilčnik      | 13. mar 2006          |
| Igrajo: Rado Mulej, Jernej Šugman, Jure Zrnec, Janez Hočevar - Rifle, Tanja Ribič, Gojmir Lešnjak, Sebastian Cavazza, Maša Derganc, Bojan Emeršič, Alenka Tetičkovič, Dario Varga Igrata tudi: Judita Zidar kot domnevna nosečnica Vera, Mirjam Korbar Žlajpah kot Verina prijateljica Jadranka                                                           |                |                               |                   |                  |                       |
| 50. | 6              | "Videospot"                   | DWA               | Marko Pokorn     | 20. mar 2006          |
| Igrajo: Rado Mulej, Jernej Šugman, Jure Zrnec, Janez Hočevar - Rifle, Tanja Ribič, Gojmir Lešnjak, Sebastian Cavazza, Maša Derganc, Bojan Emeršič, Alenka Tetičkovič, Dario Varga Igrajo tudi: Rebeka Dremelj - pevka, Valter Dragan kot pomočnik, Tomi Matič kot drugi pomočnik                                                                          |                |                               |                   |                  |                       |
| 51. | 7              | "Elektrošok"                  | Branko Đurić, DWA | Branko Đurić     | 27. mar 2006          |
| Igrajo: Rado Mulej, Jernej Šugman, Jure Zrnec, Janez Hočevar - Rifle, Tanja Ribič, Gojmir Lešnjak, Sebastian Cavazza, Maša Derganc, Bojan Emeršič, Alenka Tetičkovič, Dario Varga Igrata tudi: Branko Šturbej kot minister za zdravje, Jos Zalokar kot Mucev stric                                                                                        |                |                               |                   |                  |                       |
| 52. | 8              | "Dr. Spasojević"              | Branko Đurić      | Rok Vilčnik      | 3. apr 2006           |
| Igrajo: Rado Mulej, Jernej Šugman, Jure Zrnec, Janez Hočevar - Rifle, Tanja Ribič, Gojmir Lešnjak, Sebastian Cavazza, Maša Derganc, Bojan Emeršič, Alenka Tetičkovič, Dario Varga Igra tudi: Živa Vadnov - fotomodel |                |                               |                   |                  |                       |
| 53. | 9              | "Vampir"                      | Branko Đurić      | Rok Vilčnik      | 10. apr 2006          |
| Igrajo: Rado Mulej, Jernej Šugman, Jure Zrnec, Janez Hočevar - Rifle, Tanja Ribič, Gojmir Lešnjak, Sebastian Cavazza, Maša Derganc, Bojan Emeršič, Alenka Tetičkovič, Dario Varga Igrajo tudi: Ivica Knez kot pacient vampir, Irena Mihelič kot njegova mama, Branko Grubič kot pacient dr. Vrabca                                                        |                |                               |                   |                  |                       |
| 54. | 10             | "Naše meso - vaše meso"       | Branko Đurić, DWA | Branko Đurić     | 17. apr 2006          |
| Igrajo: Rado Mulej, Jernej Šugman, Jure Zrnec, Janez Hočevar - Rifle, Tanja Ribič, Gojmir Lešnjak, Sebastian Cavazza, Maša Derganc, Bojan Emeršič, Alenka Tetičkovič, Dario Varga Igrata tudi: Renato Jenček kot oglaševalec mesa, Joco Mljač kot pacient                                                                                                 |                |                               |                   |                  |                       |
| 55. | 11             | " Vedeževalec "               | Branko Đurić      | Marko Pokorn     | 24. apr 2006          |
| Igrajo: Rado Mulej, Jernej Šugman, Jure Zrnec, Janez Hočevar - Rifle, Tanja Ribič, Gojmir Lešnjak, Sebastian Cavazza, Maša Derganc, Bojan Emeršič, Alenka Tetičkovič, Dario Varga |                |                               |                   |                  |                       |
| 56. | 12             | " Elastic Gonzo "             | Branko Đurić      | Rok Vilčnik      | 1. maj 2006           |
| Igrajo: Rado Mulej, Jernej Šugman, Jure Zrnec, Janez Hočevar - Rifle, Tanja Ribič, Gojmir Lešnjak, Sebastian Cavazza, Maša Derganc, Bojan Emeršič, Alenka Tetičkovič, Dario Varga Igrajo tudi: Borut Veselko kot sanitarni inšpektor, Zvezdana Mlakar kot ga. Drevenšek, Lan Klemenc kot njen sin Petrček, Saša Klančnik kot gospod s finančnega sektorja |                |                               |                   |                  |                       |
| 57. | 13             | " High Tech Clinique "        | Branko Đurić      | Branko Đurić     | 8. maj 2006           |
| Igrajo: Rado Mulej, Jernej Šugman, Jure Zrnec, Janez Hočevar - Rifle, Tanja Ribič, Gojmir Lešnjak, Sebastian Cavazza, Maša Derganc, Bojan Emeršič, Alenka Tetičkovič, Dario Varga Igrajo tudi: Marlenna, Dalibor Tomič, Maja Gal Štromar, Marin Marinovič, Blaž Rotovnik                                                                                  |                |                               |                   |                  |                       |
| 58. | 14             | "Zmago Batina "               | Branko Đurić      | Marko Pokorn     | 15. maj 2006          |
| Igrajo: Rado Mulej, Jernej Šugman, Jure Zrnec, Janez Hočevar - Rifle, Tanja Ribič, Gojmir Lešnjak, Sebastian Cavazza, Maša Derganc, Bojan Emeršič, Alenka Tetičkovič, Dario Varga Igra tudi: Nada Strajnar kot pacientka dr. Jarca |                |                               |                   |                  |                       |
| 59. | 15             | " Kralj pogrebov "            | Branko Đurić, DWA | Rok Vilčnik      | 22. maj 2006          |
| Igrajo: Rado Mulej Jernej Šugman, Jure Zrnec, Janez Hočevar - Rifle, Tanja Ribič, Gojmir Lešnjak, Sebastian Cavazza, Bojan Emeršič, Alenka Tetičkovič, Dario Varga Igra tudi: Rafael Vončina kot Edmund Barnabas, Stannia Boninsegna kot Katjina mati, Marko Belja, Nejc Simšič                                                                           |                |                               |                   |                  |                       |
| 60. | 16             | " Kadilec"                    | Branko Đurić      | Marko Pokorn     | 29. maj 2006          |
| Igrajo: Rado Mulej, Jernej Šugman, Jure Zrnec, Janez Hočevar - Rifle, Tanja Ribič, Gojmir Lešnjak, Sebastian Cavazza, Maša Derganc, Bojan Emeršič, Alenka Tetičkovič, Dario Varga Igra tudi: Gregor Bakovič kot pacient dr. Muca iz Češke |                |                               |                   |                  |                       |
| 61. | 17             | " Članek"                     | Branko Đurić      | Rok Vilčnik      | 5. jun 2006           |
| Igrajo: Rado Mulej, Jernej Šugman, Jure Zrnec, Janez Hočevar - Rifle, Tanja Ribič, Gojmir Lešnjak, Sebastian Cavazza, Maša Derganc, Bojan Emeršič, Alenka Tetičkovič, Dario Varga Igrata tudi: Primož Forte kot prijatelj dr. Vrabca, Viktorija Bencik kot nekdanja simpatija dr. Vrabca                                                                  |                |                               |                   |                  |                       |
| 62. | 18             | " Dokumentarna oddaja "       | Klemen Dvornik    | Klemen Dvornik   | 12. jun 2006          |

### Sezona 5
| Zap. # | Epizoda sezone | Naslov epizode                      | Režija            | Scenarij        | Premierno predvajanje |
| --- | -------------- | ----------------------------------- | ----------------- | --------------- | --------------------- |
| 63. | 1              | "Kantina"                           | Branko Đurić      | Branko Đurić    | 4. sep 2006           |
| Igrajo: Rado Mulej, Jernej Šugman, Jure Zrnec, Janez Hočevar - Rifle, Tanja Ribič, Gojmir Lešnjak, Sebastian Cavazza, Maša Derganc, Bojan Emeršič, Alenka Tetičkovič, Dario Varga Igrajo tudi: Nika Pohar kot natakarica, Jos Zalokar kot lastnik kantine, Janez Prohinar kot dostavljalec                                                      |                |                                     |                   |                 |                       |
| 64. | 2              | "Fojba"                             | Branko Đurić      | Marko Pokorn    | 11. sep 2006          |
| Igrajo: Rado Mulej, Jernej Šugman, Jure Zrnec, Janez Hočevar - Rifle, Tanja Ribič, Gojmir Lešnjak, Sebastian Cavazza, Maša Derganc, Bojan Emeršič, Alenka Tetičkovič, Dario Varga Igrata tudi: Barbara Sever kot natakarica, Jos Zalokar kot lastnik kantine                                                                                    |                |                                     |                   |                 |                       |
| 65. | 3              | "Zaročenka"                         | Branko Đurić      | Rok Vilčnik     | 18. sep 2006          |
| Igrajo: Rado Mulej, Jernej Šugman, Jure Zrnec, Janez Hočevar - Rifle, Tanja Ribič, Gojmir Lešnjak, Sebastian Cavazza, Maša Derganc, Bojan Emeršič, Alenka Tetičkovič, Dario Varga Igrajo tudi: Anica Kumer kot Jarčeva mama, Urška Vučak Markež, Toni Cahunek, Greti Manfreda, Jos Zalokar kot lastnik kantine                                  |                |                                     |                   |                 |                       |
| 66. | 4              | "Prišel je tiho in postal legenda " | Branko Đurić      | Branko Đurić    | 25. sep 2006          |
| Igrajo: Rado Mulej, Jernej Šugman, Jure Zrnec, Janez Hočevar - Rifle, Jaša Jamnik, Tanja Ribič, Gojmir Lešnjak, Sebastian Cavazza, Maša Derganc, Bojan Emeršič, Alenka Tetičkovič, Dario Varga Igrajo tudi: Ludvik Bagari kot pacient, Bari Kramar kot dostavljalec, Jos Zalokar kot lastnik kantine, Joco Mljač kot pacient                    |                |                                     |                   |                 |                       |
| 67. | 5              | "Bele miši"                         | Branko Đurić      | Marko Pokorn    | 2. okt 2006           |
| Igrajo: Rado Mulej, Jernej Šugman, Jure Zrnec, Janez Hočevar - Rifle, Jaša Jamnik, Tanja Ribič, Gojmir Lešnjak, Sebastian Cavazza, Maša Derganc, Bojan Emeršič, Alenka Tetičkovič, Dario Varga Igrajo tudi: |                |                                     |                   |                 |                       |
| 68. | 6              | "Žemljice, kača in še marsikaj"     | Branko Đurić      | Rok Vilčnik     | 9. okt 2006           |
| Igrajo: Rado Mulej, Jernej Šugman, Jure Zrnec, Janez Hočevar - Rifle, Jaša Jamnik, Tanja Ribič, Gojmir Lešnjak, Sebastian Cavazza, Maša Derganc, Bojan Emeršič, Alenka Tetičkovič, Dario Varga Igrajo tudi: |                |                                     |                   |                 |                       |
| 69. | 7              | "Danilčijeva šifra"                 | Branko Đurić      | Rok Vilčnik     | 16. okt 2006          |
| Igrajo: Rado Mulej, Jernej Šugman, Jure Zrnec, Janez Hočevar - Rifle, Jaša Jamnik, Tanja Ribič, Gojmir Lešnjak, Sebastian Cavazza, Maša Derganc, Bojan Emeršič, Alenka Tetičkovič, Dario Varga Igrajo tudi: |                |                                     |                   |                 |                       |
| 70. | 8              | "Denacionalizacija"                 | Branko Đurić, DWA | Marko Pokorn    | 23. okt 2006          |
| Igrajo: Rado Mulej, Jernej Šugman, Jure Zrnec, Janez Hočevar - Rifle, Jaša Jamnik, Tanja Ribič, Gojmir Lešnjak, Sebastian Cavazza, Maša Derganc, Bojan Emeršič, Alenka Tetičkovič, Dario Varga Igrajo tudi: |                |                                     |                   |                 |                       |
| 71. | 9              | "Mesojeda rastlina"                 | Branko Đurić      | Miha Mazzini    | 30. okt 2006          |
| Igrajo: Rado Mulej, Jernej Šugman, Jure Zrnec, Janez Hočevar - Rifle, Jaša Jamnik, Tanja Ribič, Gojmir Lešnjak, Sebastian Cavazza, Maša Derganc, Bojan Emeršič, Alenka Tetičkovič, Dario Varga Igrajo tudi: |                |                                     |                   |                 |                       |
| 72. | 10             | "Policaj"                           | Branko Đurić      | Rok Vilčnik     | 6. nov 2006           |
| Igrajo: Rado Mulej, Jernej Šugman, Jure Zrnec, Janez Hočevar - Rifle, Jaša Jamnik, Tanja Ribič, Gojmir Lešnjak, Sebastian Cavazza, Maša Derganc, Bojan Emeršič, Alenka Tetičkovič, Dario Varga Igrajo tudi: Gaber Trseglav kot policist, Saša Mihelčič kot Vesova sestrična Verica, Edina Delič kot natakarica, Jos Zalokar kot lastnik kantine |                |                                     |                   |                 |                       |
| 64. | 2              | "Fojba"                             | Branko Đurić      | Marko Pokorn    | 11. sep 2006          |
| 73. | 11             | "Profesionalni pacient"             | Branko Đurić      | Rok Vilčnik     | 13. nov 2006          |
| 74. | 12             | "Tekoči trak"                       | Branko Đurić, DWA | DWA             | 20. nov 2006          |
| 75. | 13             | "Pacienti prihajajo"                | Branko Đurić      | Miroslav Mandić | 27. nov 2006          |
| 76. | 14             | "Bela obleka in zlati zob"          | Branko Đurić      | Rok Vilčnik     | 4. dec 2006           |
| 77. | 15             | "Kupleraj"                          | Branko Đurić      | Rok Vilčnik     | 11. dec 2006          |
| 78. | 16             | " Silvester"                        | Branko Đurić      | Rok Vilčnik     | 18. dec 2006          |

### Sezona 6
| Zap. # | Epizoda sezone | Naslov epizode                  | Režija            | Scenarij        | Premierno predvajanje |
| ------ | -------------- | ------------------------------- | ----------------- | --------------- | --------------------- |
| 79.    | 1              | "Presenečenje"                  | Branko Đurić, DWA | Rok Vilčnik     | 12. feb 2007          |
| 80.    | 2              | "Skrita kamera"                 | Branko Đurić      | Rok Vilčnik     | 19. feb 2007          |
| 81.    | 3              | "Arabela"                       | Branko Đurić, DWA | Rok Vilčnik     | 26. feb 2007          |
| 82.    | 4              | "Težave s posteljo"             | Branko Đurić      | Branko Đurić    | 5. mar 2007           |
| 83.    | 5              | "Dolg"                          | Branko Đurić      | Marko Pokorn    | 12. mar 2007          |
| 84.    | 6              | "Štrajk"                        | Branko Đurić, DWA | Marko Pokorn    | 19. mar 2007          |
| 85.    | 7              | "Nada Čokolada"                 | Branko Đurić      | Miroslav Mandić | 26. mar 2007          |
| 86.    | 8              | "NMK-tivi"                      | Branko Đurić, DWA | Marko Pokorn    | 2. apr 2007           |
| 87.    | 9              | "Zobna miška"                   | Branko Đurić, DWA | Marko Pokorn    | 9. apr 2007           |
| 88.    | 10             | "Alkimist"                      | Branko Đurić      | Rok Vilčnik     | 16. apr 2007          |
| 89.    | 11             | "Odškodnina"                    | Branko Đurić, DWA | Marko Pokorn    | 23. apr 2007          |
| 90.    | 12             | "Čudežne kapljice"              | Branko Đurić      | DWA             | 30. apr 2007          |
| 91.    | 13             | " Dve torbi"                    | Branko Đurić, DWA | Rok Vilčnik     | 7. maj 2007           |
| 92.    | 14             | " Rubež"                        | Branko Đurić, DWA | DWA             | 14. maj 2007          |
| 93.    | 15             | "Bratranec Poldi gre v klošter" | DWA               | Rok Vilčnik     | 21. maj 2007          |
| 94.    | 16             | "Lepa Vesna"                    | DWA               | Rok Vilčnik     | 28. maj 2007          |
| 95.    | 17             | "Legionela"                     | DWA               | Marko Pokorn    | 4. jun 2007           |
| 96.    | 18             | "Ugrabitev"                     | Branko Đurić, DWA | Branko Đurić    | 11. jun 2007          |
| 97.    | 19             | "Dokumentarna oddaja"           | Boris Gregurčič   | nihče           | 18. jun 2007          |

### Sezona 7
| Zap. # | Epizoda sezone | Naslov epizode               | Režija            | Scenarij                     | Premierno predvajanje |
| --- | -------------- | ---------------------------- | ----------------- | ---------------------------- | --------------------- |
| 98. | 1              | "Fuzbal"                     | DWA               | Rok Vilčnik                  | 3. sep 2007           |
| Igrajo: Rado Mulej, Jernej Šugman, Jure Zrnec, Janez Hočevar - Rifle, Tanja Ribič, Gojmir Lešnjak, Sebastian Cavazza, Maša Derganc, Bojan Emeršič, Alenka Tetičkovič, Dario Varga, Jaša Jamnik Igrata tudi: Slavko Škvorc kot infiltriranec iz Štepanjske klinike, Urška Vučak kot golmanka Ančka                                           |                |                              |                   |                              |                       |
| 99. | 2              | " Pujs na Tromostovju "      | DWA               | Rok Vilčnik                  | 10. sep 2007          |
| 100. | 3              | "Diktator Muc"               | DWA               | Rok Vilčnik                  | 17. sep 2007          |
| 101. | 4              | " Patolog "                  | Branko Đurić, DWA | Marko Pokorn                 | 24. sep 2007          |
| 102. | 5              | "Žleze pojejo "              | DWA               | Ranko Zidarić                | 1. okt 2007           |
| 103. | 6              | "Vse črno"                   | Branko Đurić, DWA | Rok Vilčnik                  | 8. okt 2007           |
| 104. | 7              | " Plavalec in druge zgodbe"  | DWA               | Branko Đurić                 | 15. okt 2007          |
| 105. | 8              | "Nič nas ne sme presenetiti" | DWA               | Branko Đurić                 | 22. okt 2007          |
| 106. | 9              | "Druga plat medalje"         | DWA               | Marko Pokorn                 | 29. okt 2007          |
| 107. | 10             | "Laž ima kratke noge"        | Branko Đurić, DWA | Rok Vilčnik, Marko Pokorn    | 5. nov 2007           |
| 108. | 11             | "Alkotest"                   | Branko Đurić, DWA | Rok Vilčnik                  | 12. nov 2007          |
| 109. | 12             | "Šentviški mesar"            | DWA               | Marko Pokorn                 | 19. nov 2007          |
| 110. | 13             | "Izganjalec zatičev"         | Branko Đurić, DWA | Ranko Zidarić                | 26. nov 2007          |
| 111. | 14             | "Evrovizija"                 | Branko Đurić, DWA | Rok Vilčnik                  | 3. dec 2007           |
| Igrajo: Rado Mulej, Jernej Šugman, Jure Zrnec, Janez Hočevar - Rifle, Tanja Ribič, Gojmir Lešnjak, Sebastian Cavazza, Maša Derganc, Bojan Emeršič, Alenka Tetičkovič, Dario Varga, Jaša Jamnik Igrajo tudi: Miha Guštin kot pacient, Janja Majzelj kot žirantka Maša                                                                        |                |                              |                   |                              |                       |
| 112. | 15             | "Vse je bil hec"             | Branko Đurić, DWA | Branko Đurić, Rene Bitorajac | 10. dec 2007          |
| Igrajo: Rado Mulej, Jernej Šugman, Jure Zrnec, Janez Hočevar - Rifle, Tanja Ribič, Gojmir Lešnjak, Sebastian Cavazza, Maša Derganc, Bojan Emeršič, Alenka Tetičkovič, Dario Varga, Jaša Jamnik Igrajo tudi: Gorazd Slak kot generalni direktor POP TV, Samo Jakoš, Tadej Toš, Boštjan Vranješ kot pacineti, Jos Zalokar kot lastnik kantine |                |                              |                   |                              |                       |

## Nagrade in nominacije
| Leto | Nominacija                                                   | Nagrada DA/NE |
| ---- | ------------------------------------------------------------ | ------------- |
| 2004 | Nominacija za strokovni viktor za najboljšo igrano TV-oddajo | Da            |
| 2005 | Nominacija za strokovni viktor za najboljšo igrano TV-oddajo | Da            |
| 2006 | Nominacija za strokovni viktor za najboljšo igrano TV-oddajo | Da            |
| 2007 | Nominacija za strokovni viktor za najboljšo igrano TV-oddajo | Da            |

## Gledanost
Naša mala klinika je bila že od začetka snemanja izjemno gledana. Vsak ponedeljkov večer je namreč veljala za najbolj gledano TV oddajo na slovenskih televizijah in hkrati tudi nasploh za eno najbolj gledanih TV oddaj na Slovenskem. Predvajala se je na televizijskem programu POP TV. Najbolj gledane epizode si je ogledalo tudi do pol milijona ljudi; mlada, aktivna populacija (18-49 let) kar v 57 % (19,) oziroma 5 % rating. Zadnjo epizodo Naše male klinike - Vse je bil hec si je ogledalo kar 388.000 gledalcev, starejših od 10 let (21,3 % rating in 49 % delež gledalcev). (Vir: AGB Nielsen Media Research, 10.12.2007) Prva epizoda - Japonski pacient je imela 19,6 % rating in 50 % delež gledalcev nad 10 let, pri gledalcih, starih 18-49 let 16,3 % rating in 52 % delež gledalcev.